# 鹿児島本線料金所
鹿児島本線料金所（かごしまほんせんりょうきんしょ）は、鹿児島県鹿児島市川上町にある九州自動車道の本線上にある本線料金所である。
福岡・熊本・宮崎方面から利用した場合、この本線料金所で通行料を支払うことになる。
なお、鹿児島本線料金所先の鹿児島北IC-鹿児島IC間には本線料金所が設置されていないため、鹿児島北ICから鹿児島IC方面を利用する場合は入口または出口に料金所が設置されている。また、ETC未搭載車で鹿児島北ICから福岡・熊本・宮崎方面を利用する場合は鹿児島本線料金所で通行券を入手することになる（従って鹿児島北IC・鹿児島ICどちらを使っても料金は同じということになる）。

## 料金所
ブース数：11

### 門司方面
- ブース数：4
  - ETC専用：2
  - ETC/一般：1
  - 一般：1

### 鹿児島方面
- ブース数：7
  - ETC専用：3
  - 一般：4

## 利用状況
鹿児島本線料金所の年度別の1日平均の利用状況を以下に記す。
| 年度               | 流入   | 流出   | 合計   |
| ------------------ | ------ | ------ | ------ |
| 1985年（昭和60年） | 2,758  | 2,853  | 5,611  |
| 1989年（平成1年）  | 6,548  | 6,798  | 13,346 |
| 1993年（平成5年）  | 9,863  | 10,236 | 20,099 |
| 1998年（平成10年） | 11,807 | 12,005 | 23,812 |
| 2003年（平成15年） | 12,222 | 12,778 | 25,000 |
| 2008年（平成20年） | 12,291 | 12,807 | 25,098 |
| 2011年（平成23年） | 13,836 | 14,418 | 28,254 |

## 隣
E3 九州自動車道
(27)薩摩吉田IC - 鹿児島本線料金所 - (28)鹿児島北IC